# Iladoni, Srinivaspur
Iladoni là một làng thuộc tehsil Srinivaspur, huyện Kolar, bang Karnataka, Ấn Độ.